# Bengt Ingelstam
Bengt Ingelstam, född 8 juli 1939 i Göteborg, är en svensk författare av barn- och ungdomslitteratur och dramatiker.

## Biografi
Ingelstam växte upp i Stockholm. I samma ort studerade han litteraturhistoria, nordiska språk, historia, konsthistoria och till lärare. 1969 flyttade han till Ånge där han växlade författaryrket med att arbeta som lärare.
Sin skönlitterära debut gjorde han med 1969 års Veronica - en sjörövaroman, vilken därefter har utkommit i flera nyutgåvor och även översatts till danska, tyska och norska. Debuten följdes av Veronica seglar igen (1974), Veronicas sista strid (1993), Unga flickors dagbok (1998) och Veronicas återkomst (2001).
2002 utkom Ebba Brahs memoarer. Därefter inledde Ingelstam en ny bokserie med titeln Matte och Myran, vilken skrevs tillsammans med Lisen Adbåge. I serien har utkommit Matte & Myran. Det blåvitrandiga hopprepet (2003), Matte & Myran. Dumma pojkar och vettlösa flickor (2004), Matte & Myran. Farbror Granbom slår till (2004), Matte & Myran. Grottfinnaren går under jorden (2005) och Matte & Myran. Med polisen i hälarna (2006).
Därefter inleddes ytterligare en bokserie, denna gång med titeln Erena. Återigen samarbetade Ingelstam med Adbåge. I denna serie har utgivits Erena - rebellen från silltunnan (2007), Erena och Fula Fina (2008), Erena och Lasse liten (2010) och Erena och Fantomen (2010).
Utöver barn- och ungdomslitteraturen har Ingelstam varit verksam som dramatiker.

## Priser och utmärkelser
- 1984 – Rörlingstipendiet

### Fotnoter
1. 1 2 3 4  ”Bengt Ingelstam”. Bonnier Carlsen. Arkiverad från originalet den 18 april 2013. https://archive.is/20130418075456/http://www.bonniercarlsen.se/Upphovsman/Forfattarpresentationssida/?personId=17791. Läst 11 juni 2012.
2. 1 2 3  ”Bengt Ingelstam”. Libris.kb.se. http://libris.kb.se/hitlist?q=%22Bengt+Ingelstam%22&r=&f=simp&t=v&s=rc&g=&m=50. Läst 11 juni 2012.